# یرم کاراپتیان
یِرِم هایکازونو کاراپتیان (ارمنی: Երեմ Հայկազունու Կարապետյան؛ زادهٔ ۱ مهٔ ۱۹۳۳ - درگذشته ۱۵ دسامبر ۲۰۰۶) یک سیاستمدار اهل ارمنستان بود که از تاریخ ۱۹۹۹ تا تاریخ ۲۰۰۶ سمت نمایندگی دوره‌های دوم و سوم مجلس ملی جمهوری ارمنستان را برعهده داشت.

## زندگی‌نامه
در ۱ مهٔ ۱۹۳۳ در آرارات، شهرستان آرارات به دنیا آمد و از فارغ‌التحصیل شد.  وی در ۱۵ دسامبر ۲۰۰۶ در سن ۷۳ سالگی در ایروان درگذشت.